# Grönabergsgölen
Grönabergsgölen är en sjö i Emmaboda kommun i Småland och ingår i Hagbyåns huvudavrinningsområde.